# Юэн, Калеб
Калеб Юэн (англ. Caleb Ewan, род. 11 июля 1994, Сидней) — австралийский профессиональный шоссейный и трековый велогонщик.

## Биография
Его родители Марк - австралиец из Квинсленда, а мать Кассандра - кореянка, отец которой Но Гван Сун эмигрировал в Австралию. Калеб начал заниматься велоспортом с восьми лет под руководством папы - профессионального гонщика. В 2010 выиграл чемпионат Австралии среди юниоров. На следующий год выиграл чемпионат мира среди юниоров в омниуме на треке.
5 мая 2025 объявил о завершении карьеры.

## Достижения

### Шоссе
2012
2-й  Чемпионат мира — групповая гонка U19
2013
1-й Ля Кот Пикард
1-й Гран-при Палио дель Речиото
Тур Тюрингии U23
1-й  Очковая классификация
1-й Этапы 4 & 7
1-й Этап 2 Тур Эльзаса
1-й Этапы 2 & 3 Тур де л'Авенир
3-й Гран-при Мармо
2014
1-й  Чемпионат Австралии — групповая гонка U23
1-й Этап 2 Тур де л'Авенир
2-й  Чемпионат мира — групповая гонка U23
2-й Трофей Сан-Вендемиано
3-й Пипл’с Чойс Классик
2015
1-й  Тур Кореи
1-й  Очковая классификация
1-й  Молодёжная классификация
1-й Этапы 2, 3, 5 & 7
Тур Лангкави
1-й  Очковая классификация
1-й Этапы 3, & 6
1-й Вуэльта Ла-Риохи
1-й Этапы 2 & 3 Хералд Сан Тур
1-й Этап 5 Вуэльта Испании
2-й  Чемпионат Австралии — групповая гонка
2016
Тур Даун Андер
1-й Этапы 1 & 6
1-й Классика Гамбурга
1-й Пипл’с Чойс Классик
1-й Этап 8 Тур Британии
1-й Этап 2 Хералд Сан Тур
2017
Тур Даун Андер
1-й  Очковая классификация
1-й Этапы 1, 3, 4 & 6
Тур Йоркшира
1-й  Очковая классификация
Тур Британии
1-й Этапы 1, 3 и 6
1-й Этап 7 Джиро д’Италия
1-й Этап 4 Тур Абу Даби
1-й Этап 4 Тур Абу Даби
1-й Пипл’с Чойс Классик
10-й Милан — Сан-Ремо
2018
1-й Классика Альмерии
1-й Этап 2 Тур Даун Андер
1-й Этап 8 Тур Британии
2-й Милан — Сан-Ремо
3-й Пипл’с Чойс Классик
2019
Джиро д’Италия
1-й Этапы 8 и 11
1-й Пипл’с Чойс Классик
2-й Кэдел Эванс Грейт Оушен Роуд
3-й Bay Classic Series
1-й на этапах 2 и 3

### Трек
2012
2-й  Командное преследование, Чемпионат Океании
2013
2-й  Командное преследование, Чемпионат Австралии

## Статистика выступления наГранд-турах
| Гонка / Год     | 2015   | 2016   | 2017   | 2018 | 2019   | 2020 | 2021  | 2022   | 2023   | 2024 |
| --------------- | ------ | ------ | ------ | ---- | ------ | ---- | ----- | ------ | ------ | ---- |
| Джиро д'Италия  | —      | DNF-13 | DNF-15 | —    | DNF-12 | —    | DNF-8 | DNF-12 | —      | 120  |
| Тур де Франс    | —      | —      | —      | —    | 132    | 144  | DNF-4 | 135    | DNF-13 | —    |
| Вуэльта Испании | DNF-10 | —      | —      | —    | —      | —    | —     | —      | —      | —    |

## Рейтинги
| Год                 | 2013 | 2014 | 2015  | 2016  | 2017  | 2018  | 2019 | 2020 | 2021 | 2022 | 2023 | 2024  |
| ------------------- | ---- | ---- | ----- | ----- | ----- | ----- | ---- | ---- | ---- | ---- | ---- | ----- |
| Мировой тур UCI     |      |      | 120-й | 42-й  | 69-й  | 66-й  |      |      |      |      |      |       |
| Мировой рейтинг UCI |      |      |       | 90-й  | 82-й  | 75-й  | 20-й | 35-й | 72-й | 88-й | 87-й | 226-й |
| Европейский тур UCI | 38-й | -    |       | 741-й | 423-й | 162-й |      |      |      |      |      |       |
| Океанский тур UCI   | -    | -    |       | 57-й  | -     | 26-й  | 1-й  | 5-й  | 5-й  | 4-й  | 7-й  | 13-й  |
|                     |      |      |       |       |       |       |      |      |      |      |      |       |
| Источник: UCI       |      |      |       |       |       |       |      |      |      |      |      |       |